# Капур, Шахид
Шахид Капур (англ. Shahid Kapoor, хинди शाहिद कपूर; род. 25 февраля 1981, Дели, Индия) — индийский актёр. Лауреат Filmfare Award за лучшую мужскую роль 2015 года.

## Биография
Шахид Капур родился в городе Дели (Индия). Его отец — известный актёр и режиссёр Панкадж Капур (Pankaj Kapoor). Мать — актриса и профессиональная танцовщица Нилима Азим (Neelima Azeem). Шахид до 4-го класса учился в делийской школе «Gyan Bharti».
В 1984 году (Шахиду на то время было всего 3 года) его родители развелись, и отец уехал в Бомбей (Мумбаи). Когда сыну исполнилось 11 лет, Нилима также переехала с ним в Бомбей, чтобы он мог общаться с отцом. Доучивался Шахид уже там в школе Rajhans Vidyalaya.
По окончании мумбайской школы, Шахид год проучился в колледже «Mithibhai» на отделении «Искусство». Учился два года из трёх в танцевальной академии Шиамака Давара — «Shiamak Davar Institute for the Perfoming Arts» (SDIPA), откуда он был приглашён в качестве танцора в фильм Субхаша Гхая «Ритмы любви» (Taal, 1999) с Айшварией Рай, Анилом Капуром и Акшаем Кханна в главных ролях.
Затем всё пришлось бросить из-за отъезда за границу, откуда он вернулся уже в 18 лет с твёрдым намерением заняться шоу-бизнесом. Но Шахид говорил, что не знал, на чём точно остановить выбор: на режиссуре, актёрстве или операторской работе. Решение пришло неожиданно.
Он уже преподавал танцы в академии Шиамака (так как мистер Давар выбирал из своих выпускников самых лучших и назначал их инструкторами учить новеньких), когда друг позвал его с собой «за компанию» сходить на пробы для рекламы.

## Карьера
Один из помощников режиссёра заметил симпатичного парня, и спустя 2 дня Шахид узнал, что его утвердили для рекламы PEPSI с Шахрух Ханом, Каджол и Рани Мукерджи.
Почувствовав своё настоящее призвание, Шахид бросил работу в хореографической академии и стал посещать актёрские семинары Насируддина Шаха и Сатьядева Дубея. Его продолжали снимать в рекламных роликах и было несколько видеоклипов, среди которых «Aankhon mein» группы Aryans и «Kehna to hai» Кумара Сану. Одно время Шахид работал помощником режиссёра у своего отца в телесериалах MOHANDAS B.A. и L.L.B. Когда Шахид точно понял, что будет актёром, то подошёл к этому вопросу основательно: нарастил мускулатуру и снабдил болливудских агентов по кастингу своими фото. В результате ему предложили главную роль в молодёжной комедии «Какая она, любовь» режиссёра Кена Гхоша. Партнёршами Шахида стали также молодые и неизвестные девушки — телеведущая Шеназ Трежаривала и Амрита Рао. И всем им картина принесла успех! Шахид был назван лучшим дебютантом 2003 года на Filmfare Awards и получил многолетний контракт с компанией TIPS.
Кинокритик Таран Адарш из Bollywood Hungama после дебюта Шахида написал: «Шахид Капур — актёр, на которого можно смотреть и смотреть. Он обладает всеми качествами для достижения вершины. Не только из-за того, что он хорошо выглядит, а ещё из-за того, что замечательный исполнитель. Очень оригинальный как исполнитель, молодой человек с блеском справился с драматическими и эмоциональными моментами. А также он исключительный танцор. Все что ему необходимо сделать, это выбирать предложения, поступающие в будущем осторожно, так что путь на вершину будет без минусов».
В следующем году Шахид работал с режиссёром Кеном Гхошем ещё раз в триллере «Игра в любовь», где его партнёрами стали Карина Капур и Фардин Хан. В прокате фильм кассы не сделал, но исполнение Капура получило высокую оценку. The Tribune сделала вывод: «… Шахид Капур блистал в своей роли. Он выглядит свежо. Как импульсивный, эмоциональный и ни в чём не повинный парень, который из-за этих качеств втягивается в преступление, но не может не вызвать ваши симпатии».
Затем он появился в романтической комедии «Сердце просит большего» с Айешей Такиа, Сохой Али Хан и Тулип Джоши. Этот фильм также провалился в прокате.
Он принял участие ещё в трёх фильмах в 2005 году, но успех продолжал ускользать от Шахида. Однако, его исполнение роли Джайдева Вардхана, человека, который втягивается в мир денег и жадности в драме Джона Мэтью Маттхана «Неслучайные знакомые» было встречено шумным одобрением, принеся ему первую номинацию за лучшую мужскую роль на Screen Awards. По версии Bollywood Hungama, «Шахид Капур с каждым фильмом становится только лучше. Он сравнялся с Аджаем Девганом почти во всех эпизодах».
В 2006 году Капур получил свой первый кассовый успех в мультизвёздном «Казино Чайна — Таун „36“». Фильм имел умеренный успех, несмотря на смешанные отзывы от критиков.
Вторым релизом Капура в том году стала «Комедия ошибок», которая также собрала умеренную кассу.
Последним релизом 2006 года для Капура стала романтическая драма Сураджа Р. Барджатьи «Помолвка» с участием Амриты Рао, показавшая путь двух личностей от помолвки до брака. Фильм получил положительные, благоприятные отзывы большинства критиков и стал одним из самых кассовых фильмов года, а также крупнейшим коммерческим успехом Капура на тот момент. Игра Капура была оценена одинаково и аудиторией, и критиками. Таран Адарш писал: «Шахид Капур играет, как никогда раньше. Если он был суперкрутым в „Какая она, любовь“ и показал вспышки блеска в „Игра в любовь“, то в „Помолвка“ вы должны увидеть его рост как великолепного актёра. Он исключителен в эмоциональных эпизодах».
В течение лета 2006 года Капур отправился в свой первый мировой тур, the Rockstars Concert вместе со звёздами Болливуда: Салманом Ханом, Kариной Капур, Джоном Абрахамом, Эшей Деол, Маликой Шерават, Зайедом Ханом.
В 2007 году Капур появился в двух фильмах. Его первым релизом была комедия-фарс Ахмеда Кхана «Полный финиш». Фильм получил негативные реакцию и не смог оправдать себе в кассе, а исполнение Шахида не получило позитивных отзывов.
Его следующий релиз — романтическая комедия Имтиаза Али «Когда мы встретились» стал самым большим хитом того года. Фильм получил высокую оценку критиков. Исполнение Шахида также высоко было оценено и принесло ему несколько номинаций «за лучшую мужскую роль» на различные кинопремии, в том числе Filmfare.
В 2008 году у Шахида был только один релиз — «Талисман удачи» с Видьей Балан.
Другими его фильмами 2009 года стали картина Вишала Бхардваджа «Негодяи» с Приянкой Чопра и спортивная комедия «Сердце говорит: „Вперёд!“» с Рани Мукерджи, обе получившие положительную оценку критиков, но последняя провалилась в прокате.
В 2010 году вышел фильм «Школа», где он сыграл учителя английского языка и музыки, получивший статус «средний».
В том же году вышли фильмы «Танцуй ради шанса» с Женелией де Соуза, провалившийся в прокате, и «Компания негодяев» с Анушкой Шарма, имевший коммерческий успех.
В 2011 году он исполнил роль пилота индийской армии в фильме «Времена года», ставшим режиссёрским дебютом его отца.
В 2014 году вышла, основанная на Шекспировском «Гамлете», драма «Хайдер», где актёр сыграл одноимённого персонажа, что принесло ему первую Filmfare Award за лучшую мужскую роль.
В следующем году Шахид был приглашён в качестве члена жюри в телепрограмму Jhalak Dikhhla Jaa Reloaded. В том же году вышел его фильм «Неспящие» с Алией Бхатт, провалившийся в прокате.
В 2016 году Шахид сыграл наркозависимого рок-звезду в фильме «Летящий Пенджаб».
На следующий год в прокат вышел только один фильм с его участием — Rangoon, в котором он исполнил роль солдата, влюбившегося в актрису и каскадёршу. Картина провалилась в прокате и получила смешанные отзывы критиков, которые однако отметили, что актёрская игра Шахида была образцовой. В 2018 году сыграл роль правителя Мевара Рану Равал Ратан Сингха в исторической драме С. Л. Бхансали «Падмавати». Фильм имел коммерческий успех, а его роль получила положительные отзывы.

## Личная жизнь
В 2004 году Шахид Капур начал встречаться с Кариной Капур, но спустя 3 года они расстались. 7 июля 2015 года женился на Мире Раджпут. 26 августа 2016 года у пары родилась дочь, которую назвали Миша, образовав имя из первых слогов имён родителей. 5 сентября 2018 года у пары родился сын.

## Фильмография
| Год  |   | Русское название               | Оригинальное название           | Роль                         |
| ---- | - | ------------------------------ | ------------------------------- | ---------------------------- |
| 1999 | ф | Ритмы любви                    | Танцор в песне «Kahin Aag Lage» |                              |
| 2003 | ф | Какая она любовь               | Ishq Vishk                      | Раджив Матхур                |
| 2004 | ф | Игра в любовь                  | Fida                            | Джай Мальхотра               |
| 2004 | ф | Сердце просит большего         | Dil Maange More                 | Никхил Матхур                |
| 2005 | ф | Жизнь так прекрасна            | Vaah! Life Ho Toh Aisi!         | Адитья «Ади» Верма           |
| 2005 | ф | Любить и не сдаваться          | Deewane Huye Paagal             | Каран                        |
| 2005 | ф | Неслучайные знакомые           | Shikhar                         | Джайдев «Джай» Верма         |
| 2006 | ф | Комедия ошибок                 | Chup Chup Ke                    | Джиту Прасад Шарма           |
| 2006 | ф | Казино Чайна-Таун «36»         | 36 China Town                   | Радж Малхотра                |
| 2006 | ф | Помолвка                       | Vivah                           | Прем                         |
| 2007 | ф | Полный финиш                   | Fool & Final                    | Раджа / Рахул                |
| 2007 | ф | Когда мы встретились           | Jab We Met                      | Адитья Д. Кашьяп             |
| 2008 | ф | Талисман удачи                 | Kismat Konnection               | Радж Малхотра                |
| 2009 | ф | Негодяи                        | Kaminey                         | близнецы Гудду и Чарли       |
| 2009 | ф | Сердце говорит: «Вперёд!»      | Dil Bole Hadippa!               | Рохан Сингх                  |
| 2010 | ф | Школа                          | Paathshaala                     | Рахул Пракаш Удьявар         |
| 2010 | ф | Танцуй ради шанса              | Chance Pe Dance                 | Самир Бехл                   |
| 2010 | ф | Компания негодяев              | Badmaash Company                | Каран Капур                  |
| 2010 | ф | От судьбы не уйдешь            | Milenge, Milenge                | Амит, но же «Имми»           |
| 2011 | ф | Времена года                   | Mausam                          | Гариндер «Гарри» Сингх       |
| 2012 | ф | Твоя моя история               | Teri Meri Kahaani               | Говинд, Криш, Джавед         |
| 2013 | ф | Герой с плаката                | Phata Poster Nikla Hero         | Вишвас Рао                   |
| 2013 | ф | Р…Раджкумар                    | R...Rajkumar                    | Раджкумар                    |
| 2014 | ф | Хайдер                         | Haider                          | Хайдер Мир                   |
| 2014 | ф | Боевик Джексон                 | Action Jackson                  | камео в песне «Punjabi Mast» |
| 2015 | ф | Неспящие / Великолепные        | Shandaar                        | Джагджиндер Джогиндер        |
| 2016 | ф | Летящий Пенджаб                | Udta Punjab                     | Томми Сингх                  |
| 2017 | ф |                                | Rangoon                         | Навал Малик                  |
| 2018 | ф | Падмавати                      | Padmavaat                       | Равал Ратан Сингх            |
| 2018 | ф | Света нет, но счётчик крутится | Batti Gul Meter Chalu           | Сушил Кумар Пант             |
| 2019 | ф | Кабир Сингх                    | Kabir Singh                     | Кабир Сингх                  |